# ハインリヒ5世 (神聖ローマ皇帝)
ハインリヒ5世（Heinrich V., 1086年8月11日 - 1125年5月23日）は、ザーリアー朝第4代にして最後のローマ王（ドイツ王、在位：1098年 - 1125年、戴冠：1099年1月6日）、イタリア王エンリーコ5世、神聖ローマ皇帝（戴冠：1111年4月13日）。1105年までは後継者としての共同王。ザーリアー朝第3代皇帝ハインリヒ4世とサヴォイア伯オッドーネの娘ベルタの子。教会との不和が続く状況を懸念して父を裏切り、結果的にローマ王・皇帝が神権を手放すヴォルムス協約を成立させた。

## 生涯

### 父への反逆
1086年、神聖ローマ皇帝ハインリヒ4世の次男として生まれた。当時は皇帝と教皇の間で、教会の叙任権を巡って熾烈な闘争が展開されていた（叙任権闘争）。こうした中、兄の皇太子コンラートは父の方針に従わず、十字軍を提唱したことで知られるローマ教皇ウルバヌス2世に恭順の意を示していた。この態度を受け父は1098年5月のマインツの帝国会議で次男のハインリヒをローマ王位継承者として定めた。こうしてハインリヒは皇太子としての共同ローマ王位とイタリア王位を継承し、1099年1月6日にアーヘンで行われたローマ王戴冠式では何度も父への忠誠を誓わされた。
このため継承者とはいえハインリヒに政治的実権はなく、またハインリヒは破門された皇帝の下で諸侯が離反するのを危惧した。この状況に不満を持ったハインリヒは、兄と同じく父に叛旗を翻した。有力諸侯やローマ教皇もハインリヒを支持し、1106年初めに再びマインツで開かれた王国会議でハインリヒの王位が承認された。父はこの会議の後間もなく死去した。

### ポンテ・マンモロ協約
ハインリヒ5世は、父より続いていた叙任権闘争の解決を図り、1110年よりローマ遠征を決行した。そして翌1111年2月4日、ローマ教皇パスカリス2世と急進的な内容の合意を成立させた（サンタ・マリア・イン・トゥーリ条約）。その内容は、国王が完全に教会の叙任権を放棄することと、教会が世俗的な土地、財産および諸権利を返還することから成り立っていた。
ところが、ハインリヒ5世の皇帝戴冠式に際してこの合意が公に示されると、聖職者を中心に驚きと反発の渦が起こった。そのため、戴冠式は大混乱となり続行不可能となった。結局、ハインリヒ5世は兵を動かして、教皇や高位聖職者をローマから拉致することになった。そして、ポンテ・マンモロにおいて、皇帝に有利な叙任権に関する取り決めを定めた。これが「ポンテ・マンモロ協約」である。さらに、ローマのサン・ピエトロ大聖堂で、改めてハインリヒ5世の戴冠式も行われた。

### 諸侯の反乱
当然ながら、ハインリヒ5世がイタリアから引き揚げた後、ローマが黙っているわけがなかった。ローマ教会側はハインリヒ5世を破門し、事実上ポンテ・マンモロ協約はあっという間に反故にされた。
こうした中、勢力拡大を図る各地の諸侯がハインリヒ5世に対峙する。とりわけ、ザクセン公ロタール・フォン・ズップリンブルク（後の皇帝ロタール3世）を中心とした勢力は、マインツ大司教アーダルベルトも味方につけ、大いにハインリヒ5世を苦しめた。1119年7月24日、自らが父をおさえて王となったマインツの王国会議で、ローマ教皇との和解を約束させられた。その後、幾度からの交渉を経て、1122年9月23日にヴォルムス協約が成立する。

### ザクセンの自立
ヴォルムス協約によって、叙任権闘争は一応の終結へと至った。しかし、この取り決めは皇帝の地位低下をもたらすのみであった。ザクセン公の自立は一層進み、帝国内の混乱は収拾されなかった。
こうした中、1123年にアイレンブルク伯兼マイセン辺境伯ハインリヒ2世が子供の無いまま薨去した。ハインリヒ5世は家臣のグロイチュ伯ヴィプレヒト2世をマイセン辺境伯に任命したが、ハインリヒ2世の従叔父のコンラートが反発、ザクセン公ロタールと同盟を組んでヴィプレヒト2世を追放した。しかも、ロタールは勝手にコンラートにマイセン辺境伯領を与え、バレンシュテット伯アルブレヒト熊公にもラウジッツを与えた。ハインリヒ5世はこの決定に対処できないまま1125年5月23日、ユトレヒトで癌のため崩御した。39歳であった。シュパイアー大聖堂に葬られた。
1114年に結婚したマティルダ・オブ・イングランドとの間に嫡子がいなかったため、これをもってザーリアー朝は断絶することになる。次のローマ王選挙は甥で姉アグネスとシュヴァーベン大公フリードリヒ1世の子フリードリヒ2世が立候補したが、諸侯はもう1人の候補者ロタール・フォン・ズップリンブルクをローマ王に選出した。

## 叙任権闘争で失われたもの
ローマ皇帝はヴォルムス協約において、目に見える形ではほとんど何も損をしていない。中世西欧のローマ帝国はイタリア王国の統治を前提としてブルグント王国、さらにローマ教会から「ドイツ王国」と呼ばれた旧東フランク王国を主たる構成要素としているが、そのうち実質的な帝国本土である「ドイツ王国」内では、司教・修道院長の選挙に皇帝が臨席することが認められた。
ローマ皇帝の臨席による無形の圧力は、皇帝の望む形での決定に向かわせることが多かった。また、複数の候補者が出るなど、叙任をめぐって意見の対立が見られた場合は、ローマ皇帝の裁量で決定できるという取り決めもあった。つまり「ドイツ王国」内では事実上、叙任権を保留したとさえいえる。もちろん教会が有する土地や財産の受封といった世俗的な権利はローマ皇帝によってなされるので、この点でも皇帝は何ら失っていない。
しかし、それでもローマ皇帝は致命的なものを失った。それは神権的な皇帝権である。ザクセン朝、ザーリアー朝を通じて、さらに起源をたどればカール大帝以来、歴代のフランク王、ローマ皇帝はずっと普遍的なキリスト教帝国樹立という夢を追っていた。しかし、もはやそれを支える論拠は失われたのである。
こうした中、次のホーエンシュタウフェン朝の時代に入ってから初めて「神聖帝国」の名が使用される。1157年3月のミラノ討伐イタリア遠征のための諸侯に対する召集状においてフリードリヒ1世が初めて「神聖帝国」の語を用いている。神聖であることが自明の理で無くなったからこそ「神聖」を名乗る必要が出たのである。さらに「神聖ローマ帝国」の語が用いられるのは中世的な国家体制が崩壊した直後のローマ王ヴィルヘルム以降のことである。